# Симон Кобецкі
Симон Кобецкі (лит. Simonas Kobeckas; нар. 16 серпня 1911, Тракай, Віленська губернія, Російська імперія — пом. 10 травня 1985, Вільнюс, Литовська РСР) — литовський поет та драматург караїмського походження.

## Життєпис
Близько 1930 року закінчив Вільнюський технікум. У 1930-1939 роках контролював дорожньо-будівельні роботи у Вільнюському та Луцькому повітах. У 1939 році після здобуття Литвою незалежності повернувся до Тракая. Після завершення Другої світової війни працював на керівних посадах у відділі дорожнього будівництва: з 1945 по 1946 рік — у Тракаї, з 1946 по 1948 рік — у Мажейкяї, а з 1948 по 1955 рік — ділянки дороги Шяуляй — Йонішкіс. З 1956 року працював інженером у тресті водопровідних заводів у Вільнюсі.
У роки польської окупації був активним ініціатором створення аматорського театру громади тракайських караїмів, писав п’єси, водевілі, інтермедії та ліричні вірші. Вірші опубліковані у збірнику караїмської поезії «Karaimų eilės» (Karaj jyrlary 1989), а переклади литовською мовою — у збірнику «Į Trakus paukščiu plasnosiu» (Čypčychlej učma Trochka 1997). Писав голосіння (виконуються під час похоронів), сатиричні вірші, епіграми, жартівливі балади на згадку про померлого. Більша частина робіт залишилася в рукописах.
Батько Галини та Александри Кобецкайте.